# Amy Hill
Amy Marie Hill (Deadwood, 9 de maio de 1953) é uma atriz, dubladora e comediante estadunidense. Descendentes de japoneses e finlandeses, Hill se tornou conhecida por seus papéis cômicos, como Sue no filme 50 First Dates e Sra. DePaulo no seriado As Visões da Raven, bem como seus trabalhos na dublagem, como As Aventuras de Jackie Chan, A Vida e Aventuras de Juniper Lee e Lilo & Stitch.